# روكي ريدج (يوتا)
روكي ريدج (بالإنجليزية: Rocky Ridge, Utah)‏ هي بلدة تقع بولاية يوتا في الولايات المتحدة. تبلغ مساحتها 4.9 (كم²)، وترتفع عن سطح البحر 1521 م، بلغ عدد سكانها 744 نسمة في عام 2012 حسب إحصاء مكتب تعداد الولايات المتحدة وتصل الكثافة السكانية فيها 83 نسمة/كم2.

## التركيبة السكانية
حدّد مكتب تعداد الولايات المتحدة بيانات التركيبة السكانية لروكي ريدج في تعداد الولايات المتحدة. في ما يلي، التركيبة السكانية حسب تعدادي 2000 و2010.

### تعداد عام 2000
بلغ عدد سكان روكي ريدج 403 نسمة بحسب تعداد عام 2000، وبلغ عدد الأسر 61 أسرة وعدد العائلات 60 عائلة مقيمة في البلدة. في حين سجلت الكثافة السكانية 90.8 نسمة لكل كيلومتر مربع (235.2/ميل2). وبلغ عدد الوحدات السكنية 73 وحدة بمتوسط كثافة قدره 16.4 لكل كيلومتر مربع (42.5/ميل2).
وتوزع التركيب العرقي للبلدة بنسبة 99.26% من البيض و0.25% من الأعراق الأخرى و0.50% من عرقين مختلطين أو أكثر و1.24% من الهسبانيون أو اللاتينيون من أي عرق.
بلغ عدد الأسر 61 أسرة كانت نسبة 86.9% منها لديها أطفال تحت سن الثامنة عشر تعيش معهم، وبلغت نسبة الأزواج القاطنين مع بعضهم البعض 47.5% من أصل المجموع الكلي للأسر، ونسبة 49.2% من الأسر كان لديها معيلات من الإناث دون وجود شريك، بينما كانت نسبة 1.6% من الأسر لديها معيلون من الذكور دون وجود شريكة وكانت نسبة 1.6% من غير العائلات. تألفت نسبة 0% من أصل جميع الأسر من عدة أفراد يعيشون في نفس المنزل. وبلغ متوسط حجم الأسرة المعيشية 6.61، أما متوسط حجم العائلات فبلغ 6.53.
بلغ العمر الوسطي للسكان 13.6 عاماً. وكانت نسبة 59.6% من القاطنين تحت سن الثامنة عشر، وكانت نسبة 16.4% بين الثامنة عشر والرابعة والعشرين عاماً، ونسبة 16.9% كانت واقعةً في الفئة العمرية ما بين الخامسة والعشرين والرابعة والأربعين عاماً، ونسبة 6% كانت ما بين الخامسة والأربعين والرابعة والستين، ونسبة 1.2% كانت ضمن فئة الخامسة والستين عاماً فما فوق. يوجد لكل 100 أنثى 91.9 ذكر، ويوجد لكل 100 أنثى في الثامنة عشر من عمرها فما فوق 77.2 ذكر.
بلغ متوسط دخل الأسرة في البلدة 31,944 دولارًا، أما متوسط دخل العائلة فبلغ 31,944 دولارًا. وكان متوسط دخل الذكور 25,536 دولارًا مقابل 25,179 دولارًا للإناث. وسجل دخل الفرد الخاص بالبلدة 6,180 دولارًا. وكانت نسبة 25% من العائلات ونسبة 18.5% من السكان تحت خط الفقر،

### تعداد عام 2010
بلغ عدد سكان روكي ريدج 733 نسمة بحسب تعداد عام 2010، وبلغ عدد الأسر 116 أسرة وعدد العائلات 109 عائلة مقيمة في البلدة. في حين سجلت الكثافة السكانية 165.1 نسمة لكل كيلومتر مربع (427.6/ميل2). وبلغ عدد الوحدات السكنية 129 وحدة بمتوسط كثافة قدره 29.1 لكل كيلومتر مربع (75.4/ميل2).
وتوزع التركيب العرقي للبلدة بنسبة 98.91% من البيض و0.41% من الأعراق الأخرى و0.68% من عرقين مختلطين أو أكثر و3.14% من الهسبانيون أو اللاتينيون من أي عرق.
بلغ عدد الأسر 116 أسرة كانت نسبة 86.2% منها لديها أطفال تحت سن الثامنة عشر تعيش معهم، وبلغت نسبة الأزواج القاطنين مع بعضهم البعض 50.9% من أصل المجموع الكلي للأسر، ونسبة 42.2% من الأسر كان لديها معيلات من الإناث دون وجود شريك، بينما كانت نسبة 0.9% من الأسر لديها معيلون من الذكور دون وجود شريكة وكانت نسبة 6% من غير العائلات. تألفت نسبة 5.2% من أصل جميع الأسر من عدة أفراد يعيشون في نفس المنزل ونسبة 1.7% كانت تتألف من شخص يعيش بمفرده يبلغ من العمر 65 عاماً أو أكثر. وبلغ متوسط حجم الأسرة المعيشية 6.32، أما متوسط حجم العائلات فبلغ 6.51.
بلغ العمر الوسطي للسكان 12.9 عاماً. وكانت نسبة 63.6% من القاطنين تحت سن الثامنة عشر، وكانت نسبة 9.5% بين الثامنة عشر والرابعة والعشرين عاماً، ونسبة 19.6% كانت واقعةً في الفئة العمرية ما بين الخامسة والعشرين والرابعة والأربعين عاماً، ونسبة 5.9% كانت ما بين الخامسة والأربعين والرابعة والستين، ونسبة 1.4% كانت ضمن فئة الخامسة والستين عاماً فما فوق. وتوزع التركيب الجنسي للسكان بنسبة 46.2% ذكور و53.8% إناث.

## وصلات خارجية
- The US50 - Cities and Towns in Utah State
- Utah Cities and Towns, Facts, Map, Flag, Colleges, Government, and More